# Ulica Kazimierza Pułaskiego w Siedlcach
Ulica Kazimierza Pułaskiego (dawniej ul. Piękna) – jedna z głównych i najstarszych ulic w Siedlcach. Znajduje się w dzielnicy Śródmieście, zaczyna się na skrzyżowaniu z ul. Floriańską, a kończy się na ul. Armii Krajowej przy zakładzie karnym. Nazwa poświęcona jest polskiemu bohaterowi wojennemu Kazimierzowi Pułaskiemu.

## Historia
Ulica powstała powstała w XVII w., co czyni ją jedną z najstarszych ulic w Siedlcach. Początkowo nazywała się ul. Warszawską, zaczynała się przy Rynku Kościuszki/Średnim (dzisiejszym Skwerze im. Tadeusza Kościuszki) i rozciągała się aż do zachodniej granicy miasta.
Na początku XIX w. ul. Józefa Piłsudskiego zaczęła stawać się główną ulicą miasta, w związku z tym przemianowano ją na ul. Warszawką. Dzisiejszą ul. Kazimierza Pułaskiego przemianowano na ul. Piękną, ponieważ tak ją opisywali mieszkańcy Siedlec. 
W latach 1841–1843 ulica została skrócona i przerwana z uwagi na budowę więzienia w miejscu, gdzie droga przebiegała.

11 października 1854 r. doszło do ogromnego pożaru miasta, który spowodował spłonięcie wszystkich domów na ul. Pięknej, ul. Warszawskiej (dzisiejsza ul. Józefa Piłsudskiego), ul. Prospektowej (dzisiejsza ul. Mieczysława Asłanowicza), ul. Długiej (dzisiejsza ul. Ignacego Świrskiego) i dróg łączących te ulice. Pożar rozpoczął się na ul. Pięknej 334, straty były ogromne: spłonęło 245 domów, 31 domów rozebrano na skutek próby przecięcia ognia. Pożar pochłonął prawie ¾ całego miasta.

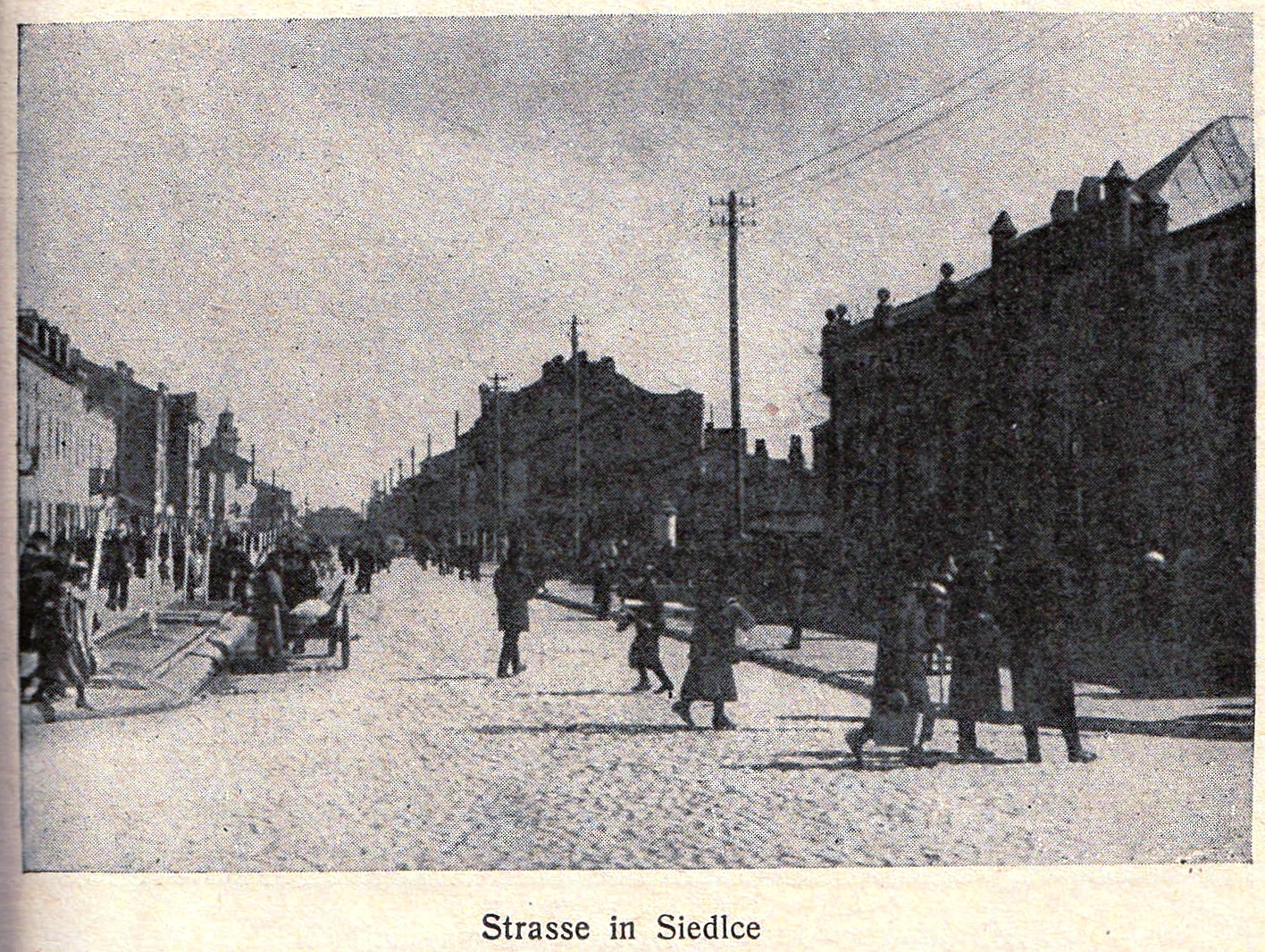
Ulica Kazimierza Pułaskiego w latach 1935–1942. Po prawej widoczna hala targowa.

W okresie dwudziestolecia międzywojennego na ulicy znajdowało się wiele sklepików, butików, hoteli, restauracji, a powozy konne służyły jako taksówki. Ulica ta była jedną z głównych atrakcji turystycznych miasta. W 1933 r. nazwę zmieniono na ul. Kazimierza Pułaskiego.
W 2005 r. ulica została zmodernizowana w zachodniej części (od ul. Stanisława Moniuszki do ul. Armii Krajowej). Modernizacja obejmowała wymianę chodników i budowę nowych miejsc parkingowych. W latach 2008-2010 wyremontowano pozostałe części ulicy od ul. Stanisława Moniuszki do ul. Floriańskiej. Przebudowa obejmowała budowę zjazdów, zatoki autobusowej, urządzenie terenów zieleni, nowe oświetlenie, budowę kanału deszczowego oraz oznakowania pionowego i poziomego.
W 2022 i 2023 r. z okazji 475 rocznicy nadania Siedlcom praw miasta, część ul. Kazimierza Pułaskiego „została cofnięta w czasie” do Siedlec z lat 1914–1916 i z dwudziestolecia międzywojennego. Odbyła się plenerowa inscenizacja przenosząca ulicę do początków XX w., przemianowując ją tymczasowo na przedwojenną ul. Piękną. W ramach wydarzenia po ulicy jeździły dorożki, można było spotkać przedstawicieli dawnych zawodów i reklamowano lokalne produkty historyczne.

## Obiekty
- Skwer im. Tadeusza Kościuszki w Siedlcach
- Ratusz Jacek
- Skwer im. Konstantego Domagały
- Miejski Ośrodek Kultury (MOK), nr 6
- Akademia Sztuk, Centrum Informacji Turystycznej, Galeria fotograficzna FOKUS, nr 7
- Pawilon handlowy, nr 14
- Wojewódzki i Powiatowy Urząd Pracy, nr 19
- Dom Handlowy Eldorado, nr 30
- Hala Targowa, nr 65
- Zakład Karny, na końcu ulicy